# هاناشیروکا
هاناشیروکا (Ḥanasiruka) یا هاناسیروکا از پیشوایان متقدم مادها، پیش از پادشاهی ماد بود. وی در سال ۸۲۰ (پیش از میلاد) در پیکاری نابرابر با لشکریان شامشی‌آداد پنجم پادشاه آشور متحمل شکست سپس اسیر و کشته شد.
هاناشیروکا نخستین فرد شناخته‌شده در سنگ‌نبشته‌های آشوری است که از او به عنوان مادی یاد می‌شود. هنوز توضیحی برای ریشه نام او یافته نشده است.
هاناشیروکا از رهبران گروه‌های متحد مادی دولت ماننایی بود که مرکز آن در جلگهٔ جنوبی دریاچه ارومیه است و مقر وی ساگبیتو (هگمتانه) بوده‌است و آشوریان وقتی به کشور matai رسیدند با او مواجه شدند و در جنگی که میان هاناسیروکا و آشوریان درگرفت ۲۳۰۰ تن از سربازان هاناشیروکا کشته و ۱۲۰ تن اسیر شدند.

## فرجام لشکرکشی سال ۸۲۰
آشوریان در سال ۸۱۹ پ.م. پنداشتند وضع‌شان در پیرامون دریاچه اورمیه به قدر کفاف استوار است در سال بعد لشکرکشی پردامنه‌ای علیه سرزمین ماد به عمل آوردند. لشکر شامشی‌آداد از کوه کولار گذشته هدایای تقدیمی پادشاه خوبوشکیه و قبایل مننا و ساکنان پارسوآ را اخذ و سرزمین میسیان به حمله تصرف کرده آنگاه به کوهستان گیزیلبوندا روی آوردند پس از آنکه همه نقط مسکونی آنجا را با خاک یکسان کردند از طریق مشرق رود قزل اوزن وارد سرزمین ماد شدند.
مادی‌ها تحت رهبری واحد پیشوای اتحادیه قبایل قرار داشتند و این شخص هاناشیرو-کا نام داشت و مقر وی قلعه ساگبیتو بود. هاناشیروکا خواست در کوه‌های پر برف البرز پنهان شود ولی شامشی‌آداد مادی‌ها را مجبور به پیکار کرد. به روایت لوح آشوری متجاوزان تلفات فراوان به مادی‌ها وارد آوردند، ۲۳۰۰ کشته و ۱۲۰۰ نقطه مسکونی و از آن‌جمله دژ ساگ‌بیتو را ویران ساختند و ۱۴۰ سوار به اسیری گرفتند؛ ولی پایداری مادی‌ها درهم شکسته نشد و مون سو آرتا فرمانفری آرازیاش راه را برایشان بست ولی به این دسته از مادی‌ها ضربه سختی وارد آمد. به موجب لوح نبشته ۱۰۷۰ تن کشته و شمار زیادی را آشوریان به بردگی بردند و تعدادی دام برسم هدیه اخذ کردند.